# Orki (Tolkienova mitologija)
Orki (Angleško Orcs) so ena od ras v Tolkienovi mitologiji. Orki so bili velikokrat uporabljeni kot vojaki, ki so jih Morgoth in njegovi privrženci izkoriščali v svoje namene.
Poimenovanje orkov je povzeto iz rohanskega jezika. V sindarinščini je njihovo ime orch. Sorodna je beseda uruk iz črne govorice.
Orke je vzgojil Morgoth s Severa v Starših dneh.

## Vrste orkov

### Uruk
Uruki, oz. Uruk-Haiji so močnejša in večja vrsta orkov. Prvotno so živeli samo v Mordorju, ko pa se je Sauron ponovno vrnil, so se začeli širiti tudi po drugih delih Srednjega sveta.

### Goblin
Goblini so ena od manjših vrst orkov, pogosto pa se s to besedo označuje kar vse manjše vrste orkov.
Manjše vrste orkov so Uruk-haiji klicali snagha (=suženj; beseda je iz črnoreka).
Velikokrat pride tudi do zmedenosti, saj mnogo bralcev ne pozna razlike med orki in goblini, in mislijo, da gre za eno in isto raso.

## Črnorek
Orki v začetku niso imeli svojega jezika, zato so besede pobirali od drugih jezikov in jih spridili po svojem okusu, da je nastala nekakšna "spakedravščina", ki je služila njihovim potrebam. Najpogosteje je šlo pri tem za zmerljivke in žaljivke. Nastalo je mnogo narečij tega jezika (oz. mešanice jezikov), zato so se različna plemena težko sporazumevala. Zato so za sporazumevanje med plemeni uporabljali zahodščino, nekatera izmed starejših plemen pa so zahodščino uporabljala za svoj jezik, čeprav v obliki popačene orkovščine.
Črnorek je zasnoval Sauron v Temnih letih. Hotel je, da postane jezik vseh njegovih podvržencev, a se to ni zgodilo. 
Vendar je iz črnoreka izpeljanih veliko besed, ki so bile v ćasu Tretjega veka razširjene med orki (kot npr. ghâš, kar pomeni ogenj).
Po padcu Saurona so ta jezik pozabili vsi razen Nazgûlov. Ko pa se je Sauron zopet povrnil, je postal jezik Barad-dûra in mordorskih poveljnikov.
Napis na Prstanu je v starodavni črni govorici.
Šarkü (tako so orki poimenovali Sarumana v Vojni za Prstan) v črnoreku pomeni starca.